# Meseta de Mogollón
La Meseta de Mogollón o Mesa de Mogollón es una meseta cubierta de pinos que forma una parte de la Meseta del Colorado en el parte este central del estado de Arizona en el suroeste de Estados Unidos. La meseta colinda al sur con el Borde Mogollón. La Meseta de Mogollón alcanza entre 2,135 y 2,440 metros de altura.